# Antonia Zárate (obraz Francisca Goi, 1810–1811)
Antonia Zárate – obraz olejny hiszpańskiego malarza Francisca Goi znajduje się w Muzeum Ermitażu w Petersburgu.

## Okoliczności powstania

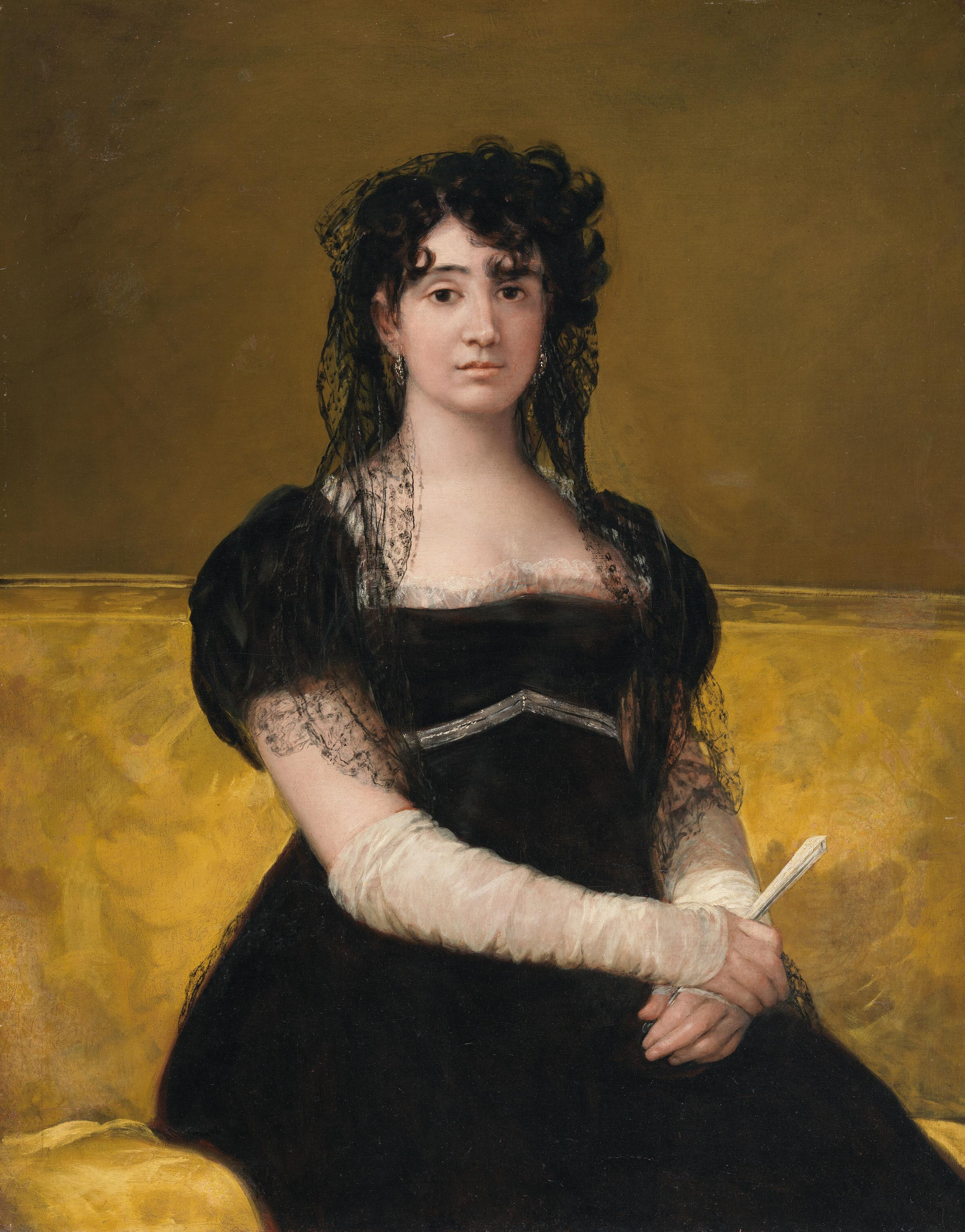
Antonia Zárate, Goya, ok. 1805–1806 lub 1810, National Gallery of Ireland

Antonia Zárate y Aguirre Murguía (1775–1811) urodziła się w Barcelonie, była córką aktora i dyrektora zespołu teatralnego. Kontynuowała rodzinną tradycję jako aktorka i śpiewaczka, pracowała głównie w Madrycie, grając drugoplanowe role. Jej mąż Bernardo Gil był aktorem komediowym i tenorem w Teatro del Príncipe w Madrycie, a syn Antonio Gil y Zárate został znanym poetą i dramaturgiem. W 1804 Bernardo Gil wyjechał z rodziną na kilka lat do Francji, być może Antonia wróciła do Madrytu na krótko przed spowodowaną gruźlicą śmiercią w 1811. Antonia należała do kręgu dramaturga Leandra de Moratína, bliskiego przyjaciela Goi. Jako wykonawcę testamentu mianowała bankiera Manuela Garcíę de la Prada, również znajomego Goi.
Goya był utalentowanym i wziętym portrecistą, jego karierze nie zaszkodziła głuchota, na którą cierpiał po przebytej w 1792 roku chorobie. Malował członków rodziny królewskiej, arystokracji, burżuazji, duchownych, polityków, bankierów, wojskowych oraz ludzi związanych z kulturą. Często portretował też swoich przyjaciół z kręgu liberałów i ilustrados. Był miłośnikiem teatru i namalował podobizny znanych aktorów i aktorek takich jak: Rita Luna, Rosario Fernández „Tyranka” czy Isidoro Máiquez. Antonię Zárate sportretował dwukrotnie. Starszy portret znajduje się w kolekcji National Gallery of Ireland.
Według Calva Serrallera obraz mógł zostać zamówiony przez Antonia Gila de Zárate, syna portretowanej, po jej śmierci w 1811 roku. Goya mógł użyć poprzedniego portretu jako wzoru, co tłumaczyłoby niemal identyczny kontur ust i nosa oraz ułożenie kosmyków włosów opadających na czoło. Może to być jeden z obrazów wspomnianych przez Valentína Cardererę, według którego syn aktorki posiadał dwa portrety matki namalowane przez Goyę w 1810 i 1811.

## Opis obrazu
Aktorka została przedstawiona w popiersiu, na ciemnym tle, ubrana prawdopodobnie w kostium sceniczny. Ma na sobie czerwonawy płaszcz zapinany na złoty guzik, a szeroki kołnierz podkreśla obfity biust damy. Głowę okrywa biała chusta, z której wychodzi półprzezroczysta opaska zawiązana na szyi. Twarz o dużych oczach spogląda w stronę widza z pewną melancholią. Ciemne loki opadają na czoło w postaci dwóch kosmyków.
Przezrocza materiału sukni zostały namalowane z wielką delikatnością i kunsztem. Technika opiera się na szybkich i energicznych pociągnięciach pędzla. Według Gudiola płaskie atramentowe tło bez efektów świetlnych ani przestrzennych służy jako kontrast, który nadaje intensywność kształtom, a tym samym sugeruje rzeczywistą przestrzeń.

## Proweniencja
Obraz należał do syna aktorki, Antonia Gila de Zárate, a następnie do różnych kolekcji prywatnych: księcia Medina Sidonia i markiza de Villafranca w Madrycie, Gimpel et Wildenstein w Paryżu i Howarda George’a w Nowym Jorku. Kolejny właściciel Armand Hammer przekazał go Muzeum Ermitażu w 1972.